# Gary Schmidgall
Gary Schmidgall, Ph.D., is een Amerikaans letterkundige. Hij promoveerde in 1974 aan de Universiteit van Stanford op een dissertatie over William Shakespeare. Schmidgall kreeg een leerstoel aan Hunter College, deel van de City University of New York. In 1990 kreeg hij een Guggenheim Foundation Fellowship voor het schrijven van een boek over Shakespeare. Schmidgall publiceerde met name over Shakespeare, Walt Whitman en Oscar Wilde.
Gary Schmidgall was mede-oprichter en van 1992 tot 2002 redacteur van CUNY Matters, de universiteitskrant van de City University of New York. Sinds 2003 publiceert hij iedere twee maanden de rubriek 'Book Matters', waarin publicaties van de stafleden van deze universiteit worden besproken.
Schmidgall vertaalde epigrammen van Martialis uit het Latijn in het Engels en schreef een toneelstuk, een libretto voor een opera en een studie over Whitman en Allen Ginsberg.

## Publicaties
- Literature as Opera, Oxford, 1977.
- Shakespeare and Opera, Oxford, 1990.
- Shakespeare and the Courtly Aesthetic, The University of California Press, 1980.
- Shakespeare and the Poet's Life, University Press of Kentucky, 1990 (De vrucht van het Guggenheim Foundation Fellowship).
- The Stranger Wilde. Interpreting Oscar, Penguin, 1994.
- Walt Whitman. A Gay Life, 1997, Het boek werd bekroond met de Modern Language Association Prize for independent scholars 1998.
- Een chronologische herschikking van Walt Whitman's Leaves of Grass in hun eerste gepubliceerde vorm, St. Martin's Press, 1999.
- Intimate with Walt. Selections from Whitman's conversations with Horace Traubel 1888-1892. Een selectie uit de opgetekende gesprekken van Horace Traubel met Walt Whitman. Het boek is het eerste deel in de Iowa Whitman Series van de University of Iowa Press, 2001.
- Conserving Walt Whitman's Fame. Selections from Horace Traubel's Conservator, 1890-1919, Iowa University Press 2006
- 'The Poet's Life. From Martial's Epigrams' (2001)[1]